# Dans la cage
Dans la cage (titre original : In the Cage) est un roman court d'Henry James, paru chez Duckworth, à Londres, et chez Herbert S. Stone, à Chicago et New York, en 1898.

## Résumé
Dans le quartier de Mayfair, au cœur de Londres, travaille une jeune postière, alors même que son fiancé, M. Mudge, préférerait la voir tenir le même emploi dans un envirionnement moins huppé. Mais la jeune femme aime les beaux quartiers et satisfait sa curiosité quand elle découvre les secrets de la haute société par la seule lecture des télégrammes qu’elle transmet « dans la cage », derrière le comptoir du service postal. Elle prend ainsi connaissance d’une union illégitime, dont personne n’a la moindre idée, entre le capitaine Everard et une femme très belle qui correspondent par le truchement d’un code.  
Par ailleurs, la jeune postière a pour amie une veuve, Mme Jourdan, dont la profession consiste à changer et renouveler les fleurs dans les somptueuses demeures du quartier. Les deux amies peuvent donc recouper les échos, renseignements et secrets qu'elles peuvent recueillir. Point toutefois de malignité dans leur attitude, mais le simple plaisir romanesque de vivre par procuration dans la cour des grands, en déchiffrant leurs intrigues, et de pouvoir à l'occasion offrir quelque secours ou conseil avisé afin que les événements s'enclenchent pour le bonheur de tous. 
Mme Jourdan finit par épouser l'ancien valet de lord Rye qui entre au service de Lady Bradeen, dont le mari vient de mourir, et qui s'apprête à épouser en secondes noces le fameux capitaine Everard. Celui-ci, qui n'est pas riche et couvert de dettes est inopinément sauvé du déshonneur grâce à la jeune employée qui permet à Lady Bradeen de rentrer en possession d'un télégramme compromettant. Le capitaine donnera-t-il suite au mariage attendu ? La jeune postière voit dans cette incertude est pour la jeune femme un enseignement : elle se décide à épouser prestement son fiancé. Elle quitte le quartier de Mayfair pour servir désormais dans un bureau de banlieue, dont M. Mudge est le receveur général.

## Réception critique
Gilles Deleuze et Félix Guattari écrivent à propos de cette nouvelle que « Henry James en est arrivé à ce moment de son œuvre où ce n’est plus la matière d’un secret qui l’intéresse, même s’il a réussi à faire que cette matière soit tout à fait banale et de peu d’importance. Ce qui compte maintenant, c’est la forme du secret dont la matière n’a même plus à être découverte (on ne saura pas, il y aura plusieurs possibilités, il y aura une indétermination objective, une sorte de molécularisation du secret.) […] La forme du secret est qu’il n’y a plus de secret, mais seulement la question qui reste sans réponse explicite : que s’est-il passé ? ».
Jean Bessière parle lui d'« énigmaticité chez Henry James », en associant cette nouvelle à d'autres textes comme L'Autel des morts, Le Motif dans le tapis, Le Tour d'écrou, La Bête dans la jungle et Les Ambassadeurs.

## Traductions françaises
- Dans la cage, traduit par Maurice Lanoire, (suivi de L’Élève et de L'Autel des morts), Paris, Stock, coll. « Le Cabinet cosmopolite » no 29, 1929
- Dans la cage, traduit par François-Xavier Jaujard, (suivi de L'Autel des morts), Paris, Stock, coll. « Le Cabinet cosmopolite », 1974 ; réédition, Paris, Stock, coll. « Le Cabinet cosmopolite » no 28, 1982
- Dans la cage, traduit par Fabrice Hugot, Paris, Critérion, 1992 ; réédition, Paris, Éditions du Seuil, coll. « Points. Roman » no 37, 1995
- Dans la cage, traduit par Jean Pavans, dans Nouvelles complètes, tome IV Paris, Éditions de la Différence, 2009 ; réédition dans Lady Barberina, et autres nouvelles, Paris, Archipoche no 236, 2012
- Dans la cage, traduit par Aurélie Guillain, dans Nouvelles complètes, tome IV, Paris, Gallimard, coll. « Bibliothèque de la Pléiade », 2011

## Adaptation
- Le Destin de Priscilla Davies, téléfilm de Raymond Rouleau, 1979[3].